# Agha Muhammad Yahya Khan
Agha Muhammad Yahya Khan (Sindhi: آغا محمد یحیٰی خان), även känd som Yahya Khan, född 4 februari 1917, död 10 augusti 1980, var en pakistansk general och politiker av kurdiskt härkomst. Han var Pakistans tredje president mellan 1969 och 1971. Khan var centrala mannen i utförandet av folkmordet i Bangladesh, folkmordet på befolkningen i dagens Bangladesh som resulterade i döden på 3 000 000 bengaler.

## Biografi
Khan var chef för en infanteridivision i Pakistans armé mellan 1962 och 1964, och blev överbefälhavare för armén 1966. År 1969 anmodade president Mohammad Ayub Khan honom att ta över makten i landet för att förhindra inbördeskrig. Efter Pakistans nederlag i kriget mot Indien 1971, då dåvarande Östpakistan gjorde sig självständigt som Bangladesh tvingades Yahya Khan avgå och efterträddes av Zulfikar Ali Bhutto.